# Študentski svet Univerze v Mariboru
Študentski svet (kratica ŠSUM) je organ Univerze v Mariboru oziroma fakultete članice in je določen z Zakonom o visokem šolstvu, Statutom Univerze ter s Pravilnikom o delovanju in sestavi študentskih svetov. Je edini zastopnik mnenj in interesov vseh študentov fakultete oziroma univerze v njenih organih, v kombinaciji in s sodelovanjem s skupnostjo študentov pa izvaja program interesnih dejavnosti študentov. ŠSUM sestavljajo predstavniki posameznih fakultet, ki enakopravno zastopajo vse članice univerze. Deluje po načelu »Od študentov za študente«, kar pomeni, da člani rešujejo problematiko, ki je povezana s študenti,se zavzemajo za dobrobit študentov in prispevajo k študentu prijaznejšemu ter kvalitetnejšemu študiju.

## Projekti
Poleg sodelovanja v organih in podajanja ter zagovarjanja študentskega mnenja, Študentski svet Univerze v Mariboru pripravlja tudi razne obštudijske aktivnosti z namenom kakovostnega preživljanja obštudijskega časa in spodbujanja druženja med študenti. Med odmevnejše projekte spadajo:
- Gremo na prvi rok,
- Študentsko tekmovanje v raftih Univerze v Mariboru,
- Univerzitetna športna liga za prvaka Univerze v Mariboru,
- Maraton aerobike,
- Krvodajalske akcije Univerze v Mariboru,
- Teden zdravja,
- Zbiranje sladkarij in igrač ter
- Zbiranje zamaškov.

## Delovanje
Študentski svet Univerze v Mariboru dela na rednih, izrednih in korespondenčnih sejah, ki jih sklicuje in vodi prorektor za študentska vprašanja. Študentski svet na sejah:
- obravnava in daje mnenje o vseh splošnih, načelnih in posebnih vprašanjih visokošolske dejavnosti, ki se nanašajo na pravice in dolžnosti študentov;
- daje mnenje o kandidatih za rektorja in k predlogom za kandidate za prorektorje;
- voli predstavnika študentov v upravni odbor univerze;
- na predlog študentskih svetov članic predlaga kandidate iz vrst študentov v delovna telesa organov univerze in komisij univerze;
- se vključuje v procese in aktivnosti samoevalvacije univerze;
- ima pa tudi številne druge naloge.

Študentje lahko torej preko študentskega sveta sodelujemo v organih univerze, o posameznih zadevah podajamo svoje mnenje, predloge in pripombe. Študentski svet Univerze v Mariboru zaseda običajno enkrat mesečno. 

## Komisije
V okviru Študentskega sveta Univerze v Mariboru delujejo različne komisije:
- Stalna delovna komisija za študijske zadeve Študentskega sveta Univerze v Mariboru skozi celotno študijsko leto aktivno spremlja in rešuje študentsko problematiko.  Namen delovanja Komisije za študijske zadeve ŠS UM je izboljšanje kakovosti na Univerzi v Mariboru in povezovanje študentskih predstavnikov ter  spodbujanje le teh h kritičnemu razmišljanju in proaktivnemu delovanju.
- Stalna delovna komisija za obštudijske zadeve Študentskega sveta Univerze v Mariboru študentom Univerze v Mariboru omogoča kakovostno preživetje obštudijskega časa ter študente z organiziranimi aktivnostmi na splošno spodbuja k športni aktivnosti in zdravemu življenjskemu slogu. To jim omogočamo s kvalitetnimi in raznolikimi projekti, vse aktivnosti pa so za študente Univerze v Mariboru brezplačne.
- Stalna delovna komisija za socialne zadeve Študentskega sveta Univerze v Mariboru je komisija, katere glavna naloga je izvedba različnih humanitarnih projektov, ki jih izvajamo skozi celotno leto. Med najbolj odmevne projekte zagotovo sodijo krvodajalske akcije Univerze v Mariboru, kjer se še posebej pokaže nesebičnost in pripravljenost mariborskih študentov. V okviru teh akcij, ki jih izvajamo dvakrat letno sodelujemo z organizacijami, kot so Rdeči križ, v preteklosti pa se je kot pozitivna izkušnja pokazalo tudi sodelovanje z Epruvetko ter Nogometnim klubom Maribor. Na ta način študentom ne samo približamo odvzem krvi, ampak jih tudi obvestimo o možnosti darovanja organov in kostnega mozga, saj se ravno na teh akcijah lahko odločijo še za to vrsto dobrodelnosti.
- Komisija za interesne dejavnosti študentov Univerze v Mariboru je komisija, ki deluje v okviru Študentskega sveta Univerze v Mariboru in jo sestavljajo 3 člani Študentskega sveta UM, prorektor za študentska vprašanja UM in predstavnik Upravnega odbora UM. Temeljna naloga komisije je sledenje in vzpostavitev nadzora nad programi dela, ki jih Študentski svetovi prijavijo v začetku koledarskega leta in so jih tekom leta dolžni izvesti.
- Stalna delovna komisija Študentskega sveta Univerze v Mariboru za kakovost  je delovno telo študentskega sveta in je zadolžena za dvig ravni sodelovanja študentov pri politikah in procesih zagotavljanja kakovosti na Univerzi v Mariboru.